# Nữ thần núi Nysa

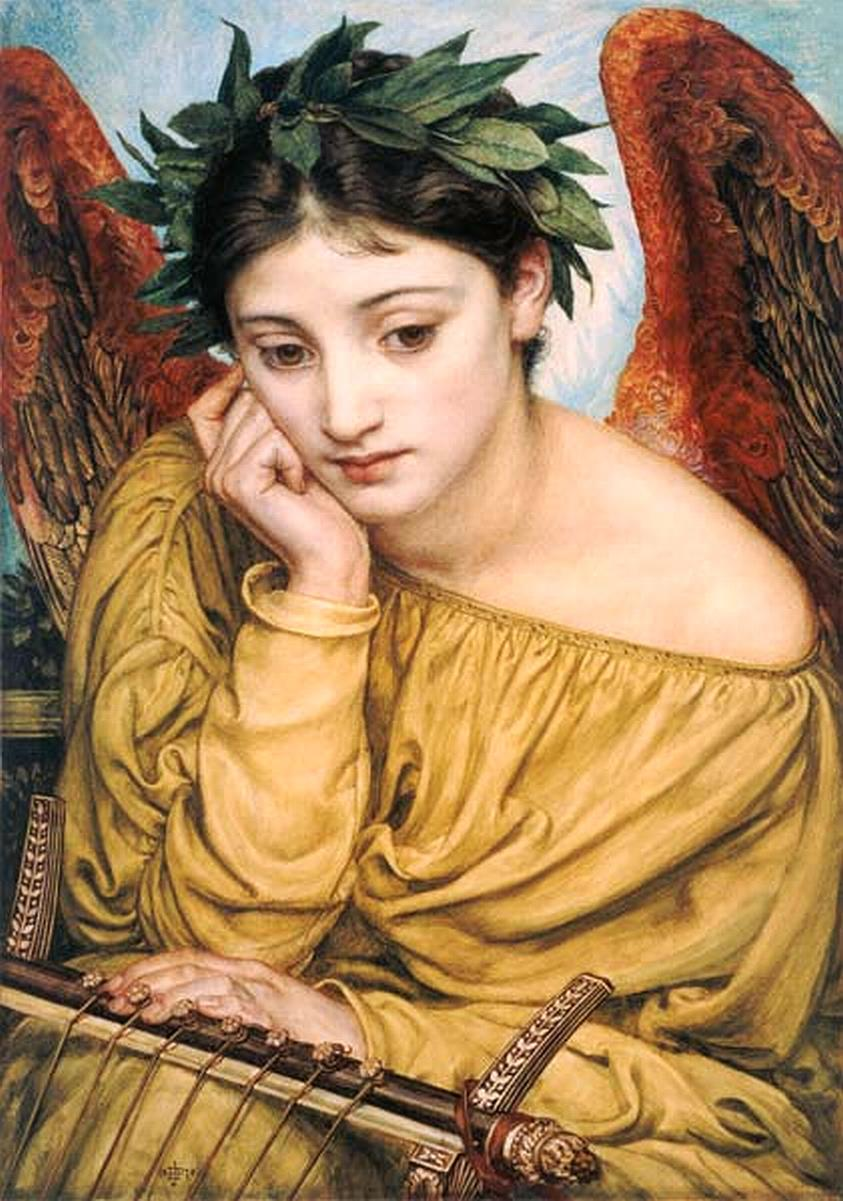
Họa phẩm về nữ thần núi Hy Lạp ở núi Nysa

Nữ thần núi Nysa hay Nysiads là một vị thần nữ trong thần thoại Hy Lạp cổ đại và thuộc dạng những nữ thần núi, những nữ thần này ngự tại núi Nysa và đóng vai trò là những người chăm sóc và dạy dỗ những trẻ sơ sinh của Dionysus. Những vị thần cũng đề cập đến là Callichore và Calyce (sau này khi mà hai vệ tinh của Sao Mộc là Kallichore và Kalyke, được đặt tên). Trong những giai thoại về thời thơ ấu của Dionysus, các vị thần núi xuất hiện được xác định là Hyades và là gia sư của Dionysus.

## Các nữ thần núi
Một số vị thần núi này có tên gọi là:
- Ambrosia
- Arsinoe
- Bromia hay Bromis
- Cisseis
- Coronis
- Erato
- Eriphia
- Nysa
- Pedile
- Polymno hay Polyhymno